# Elisabeth Heresch
Elisabeth Heresch (* 5. Oktober 1949 in Graz) ist eine Autorin von Büchern zur russischen Geschichte und Kultur.

## Leben
Sie studierte Russisch, Slawistik und Romanistik und arbeitete für den Rundfunk in Wien und den USA sowie u. a. für die Osteuropa-Abteilung der UNESCO.

## Werke (Auswahl)
- Alexandra – Tragik und Ende der letzten Zarin.
- Rasputin – das Geheimnis seiner Macht.
- Alexander Lebed – Krieg oder Friede. Biographie.  Langen Müller, München 1997 ISBN 3-7844-2666-2.
- Geheimakte Parvus. Die gekaufte Revolution. Langen Müller Verlag, München 2000.
- Wladimir Fedosejew Maestro. Böhlau, Wien 2002, ISBN 3-205-99032-3.
- Alexej, der Sohn des letzten Zaren.
- Das Zarenreich. Glanz und Untergang. Bilder und Dokumente von 1896 bis 1920. Langen Müller Verlag, München 1991.
- Petersburger Zarenschlösser. Langen Müller, München 2006.

## Auszeichnungen
- Österreichische Ehrenzeichen für Wissenschaft und Kunst, 27. Juni 2018